# مهرجان تأشيرة للموسيقى
مهرجان تأشيرة للموسيقى هو مهرجان للفنون تعبيرية وسوق احترافي للموسيقى المعاصرة من أفريقيا والشرق الأوسط. وتتوجه أنشطتها إلى المهنيين في الصناعات الثقافية والإبداعية وكذلك عامة الناس. ولمدة أربعة أيام في شهر نوفمبر من كل عام، يقام مهرجان تأشيرة الموسيقى منذ عام 2014 في الرباط، عاصمة المغرب. وقد تزايدت طلبات الفنانين وكذلك أعداد الحاضرين المحترفين والجمهور العام على مر السنين، حيث وصلت إلى أكثر من 16000 مشارك في عام 2022.

## التاريخ
أنشأ المهرجانَ عام 2014 إبراهيمُ المزنّد ومنظمةُ الهندسة الثقافية أنيا، ويجمع بين الفنانين الأفارقة والشرق أوسطيين من جميع أنواع الموسيقى العالمية المعاصرة. وتتمثل مهمتها في المقام الأول في المشاركة في تطوير سوق الموسيقى في أفريقيا وخارجها، واكتشاف المواهب الجديدة وتشجيع إنشاء الشراكات. علاوة على ذلك، فإنه يهدف إلى توفير فرصة عرض وتسويق لصالح الفنانين والمهنيين الثقافيين الدوليين. وقالت صحيفة لوماتان المغربية اليومية في مارس 2022 إن "هذا المهرجان هو اليوم منصة تعزز فرص التبادل وتساهم في الظهور والمكانة التي يستحقونها للفنانين من أفريقيا والشرق الأوسط". ويتكون الحدث من جزأين متميزين، المهرجان والسوق للمحترفين.

## المهرجان
يتم كل عام نشر دعوة لتقديم الطلبات إلكترونيًا، حتى يتمكن الفنانون من التسجيل للمشاركة في المهرجان. يتم فحص الطلبات من قبل لجنة تحكيم تأشيرة الموسيقى، والتي تتكون كل عام من 5 ممثلين ثقافيين مختلفين، الذين يختارون حوالي ثلاثين فنانًا. يؤدي كل فنان أو مجموعة عرضًا مدته حوالي أربعين دقيقة أمام جمهور المهرجان. يقام حوالي أربعين معرضًا كل عام، بما في ذلك فنانين من مختلف أنواع الموسيقى (موسيقى شعبية عالمية، موسيقى حضرية، موسيقى إلكترونية، إلخ). في عام 2023، تقدم أكثر من 1500 فنان من أصل أفريقي أو شرق أوسطي، 71 منهم يعيشون في الأمريكتين، و244 في أوروبا، و158 في آسيا، و1 في أستراليا، و1031 في أفريقيا.
ويقام المهرجان في حي حسان بالرباط ويقدم أنشطة متعددة على مدى أربعة أيام. اعتمادًا على برنامج كل عام، يتم تقديم تأشيرة الموسيقى في أماكن ثقافية مثل مسرح محمد الخامس، أو سينما عصر النهضة، أو مقهى لا سين، أو فيلا الفنون، أو معهد ثيربانتس أو المعهد الفرنسي بالرباط.

## السوق للمحترفين
يتضمن مهرجان تأشيرة للموسيقى أيضًا سوقًا لمروجين الموسيقى المحترفين الناشطين في تطوير الصناعات الثقافية والإبداعية في أفريقيا والشرق الأوسط. التقى الفنانون والمهنيون من القارات الخمس في كل نسخة لأنشطة مختلفة: مؤتمرات واجتماعات سريعة ودورات تدريبية. وقد أتاح ذلك فرصًا لتطوير الشبكات وعرض مشاريعها وإقامة الشراكات. علاوة على ذلك، يتضمن السوق الاحترافي أيضًا مساحة عرض لحوالي خمسين عارضًا.

## إحصائيات
في النسخ الخمس الأولى، اجتذبت تأشيرة الموسيقى 64 ألف متفرج، و7200 متخصص، و1500 فنان، و350 عارضًا. كما قدمت 250 واجهة عرض و2810 اجتماعات سريعة. في المتوسط، يحضر المهرجان 15000 متفرج و1000 متخصص كل عام. وفي نسخة 2019 وحدها، شارك في الأنشطة طوال فترة الحدث أكثر من 1000 متخصص من أكثر من 70 دولة مختلفة.
في عام 2020، مثل بقية العالم، كان على مهرجان تأشيرة للموسيقى مواجهة جائحة كوفيد-19 وتمت مطالبتها بتقديم نسخة رقمية، موضوعة تحت علامة مروج (ترفيه). عدلت نسخة 2021 ومزجت العروض الرقمية والحية: قدمت العروض عبر الإنترنت، بينما عُقدت المؤتمرات وجهًا لوجه. عادت نسخة 2022 إلى تنسيقها المباشر الأصلي للسماح للفنانين بإعادة التواصل مع جماهيرهم، وحضره أكثر من 16000 متفرج. وستحتفل نسخة 2023 بالذكرى العاشرة للمهرجان في الفترة من 22 إلى 25 نوفمبر 2023.